# سيدني سميث (لاعب كريكت)
سيدني سميث (1892 - )  (بالإنجليزية: Sydney Smith)‏ هو لاعب كريكت بريطاني.